# Rezerwat przyrody Góry Wschodnie

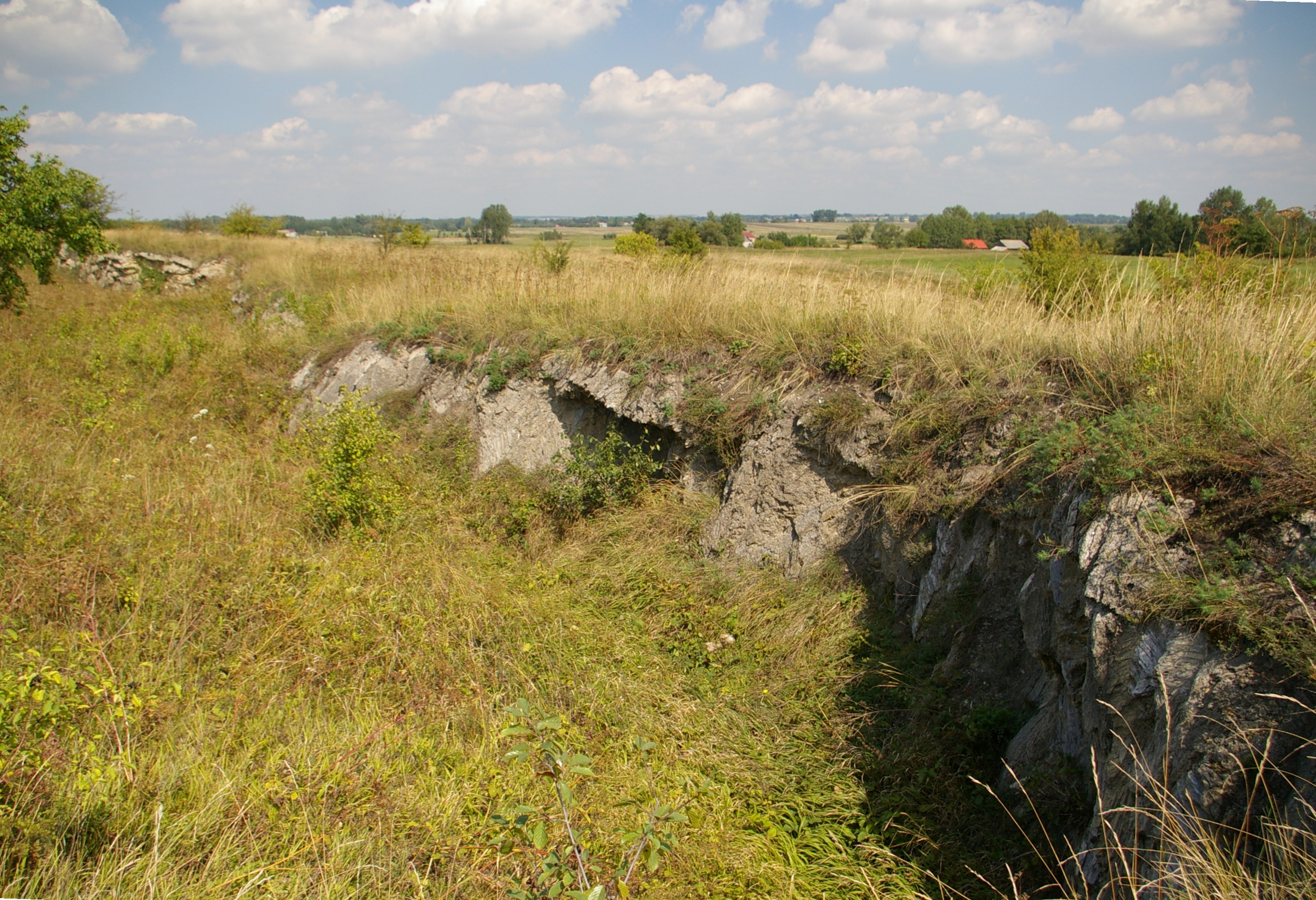
Wychodnie gipsu

Rezerwat przyrody Góry Wschodnie – stepowy rezerwat przyrody na terenie Nadnidziańskiego Parku Krajobrazowego w gminie Wiślica, w powiecie buskim, w województwie świętokrzyskim.
- Powierzchnia: 1,65 ha[4] (akt powołujący podawał 1,78 ha)
- Rok utworzenia: 1959
- Dokument powołujący: Zarządzenie Ministra Leśnictwa i Przemysłu Drzewnego z 13.08.1959; MP. 76/1959, poz. 408
- Numer ewidencyjny WKP: 022
- Charakter rezerwatu: częściowy
- Przedmiot ochrony: grzbiet wzgórza gipsowego z ciekawymi wychodniami kryształów gipsu; cenna roślinność stepowa

Obejmuje on fragment niewielkiego, wysokiego wzniesienia wraz z jego otoczeniem. Wzgórze tworzą grubokrystaliczne gipsy trzeciorzędowe, tzw. „jaskółcze ogony”, odsłaniające się na powierzchni w ścianach skalnych i u jego podnóża. W obrębie rezerwatu występują formy krasowe w postaci wżerów i żłobków krasowych. Na terenie rezerwatu znajduje się stanowisko stulisza miotłowego (Sisymbrium polymorphum), rośliny spotykanej na terenie Polski wyłącznie na Ponidziu, a także seslerii błotnej (Sesleria uliginosa) i chabra pannońskiego (Centaurea pannonica), rzadkich roślin zagrożonych wyginięciem w Polsce.
Występują tu również: miłek wiosenny (Adonis vernalis), ostrołódka kosmata (Oxytropis pilosa), ostnica włosowata (Stipa capillata) i ożota zwyczajna (Linosyris vulgaris).